# Ralph Rainger
Ralph Rainger (født Ralph Reichenthal, 7. oktober 1901, død 23. oktober 1942) var en amerikansk komponist, der primært komponerede populærmusik til film.
Han vandt en Oscar for bedste sang i 1939 for sangen "Thanks for the Memory" med tekst af Leo Robin fra filmen The Big Broadcast of 1938.
Hans sange og musik er brugt i mere end 250 film og tv-serier.

## Biografi
Rainger startede sin karriere som jurist, efter at have færdiggjort en juridisk uddannelse fra Brown University i 1926.
Han havde dog lært at spille piano i en ung alder og gik på Institute of Musical Art i New York City.
Han optrådte offentligt i radioudsendelser fra New York og WOR (New Jersey) i 1922.
Disse var som solist, akkompagnatør for sangere og som duo-pianist med Adam Carroll eller "Edgar Fairchild" (det navn Milton Suskind brugte til kommercielle værker).
Andre tidlige musikalske aktiviteter inkluderede arrangering af musik for bandleder Ray Miller.
Hans første hit "Moanin' Low," med tekst af Howard Dietz blev skrevet for Clifton Webbs foretrukne sangerinde, Libby Holman til revyen The Little Show i 1929.
Med begyndelsen af lydfim og filmmusicals fandt Rainger og andre sangskrivere arbejde i Hollywood.
Han begyndte at samarbejde med Leo Robin for at producere en række succesfulde filmsange.
I de følgende år skrev eller var medkomponist på hitsange som "I Wished on the Moon", "Love in Bloom", "Faithful Forever", "Easy Living", "June in January" og "Blue Hawaii"
Sammen med Leo Robins skrev han den oscarvindende sang "Thanks for the Memory" sunget af Bob Hope i filmen The Big Broadcast of 1938.
Rainger døde i en flyulykke nær Palm Springs, Californien, i 1942. Han var passager ombord American Airlines Flight 28, en DC-3-maskine som var involveret i en kollision med et United States Army Air Corps bombefly. Rainger var 41år da han døde og efterlod sig konen,Elizabeth ("Betty"), en otte år gammel søn og to døtre, fem og et år gamle.
I den oprindelige pressedækning fra 1942 af styrtet blev kollisionen ikke anerkendt. Betty Rainger sagsøgte senere American Airlines og vandt en væsentlig dom sent i 1943.